# Megan Mahoney
Megan Mahoney, née le 13 février 1983 à Black Hawk (Dakota du Sud) aux États-Unis, est une joueuse américaine de basket-ball.

## Biographie

### WNBA
Elle est sélectionnée en 34e position de la draft WNBA 2005 par le Sun du Connecticut. Après sa saison rookie, elle est transférée en mars 2006 aux Comets de Houston, qui résilient son contrat avant le début de la saison WNBA 2006.

### Europe
Après une année en Islande (2005-2006), elle passe l'essentiel de sa carrière en Italie. D'abord deux saisons en 2006-2007 et 2007-2008 avec Parme puis cinq avec Cras Basket Taranto et une (2013-2014) avec La Lucca pour 16,7 points (46,3 % d'adresse à deux points), 8,4 rebonds, 3,6 interceptions et 2,2 passes décisives de moyenne. Avec Tarente, elle dispute plusieurs fois l’Eurocoupe et l’Euroligue. En juin 2014, elle signe avec le club français de Villeneuve-d'Ascq qualifié pour l'Eurocoupe.

## Clubs
- 2005-2006 :  Haukar
- 2006-2008 :  ASD Basket Parme
- 2008-2013 :  Taranto Cras Basket
- 2013-2014 :  Basket Femminile Le Mura Lucca
- 2014-2016 :  Entente Sportive Basket de Villeneuve-d'Ascq - Lille Métropole

## Palmarès
- Championne d’Italie (2009, 2010 et 2012[3])
- Vainqueur de l'Eurocoupe 2015[4]
- Finaliste de l'Eurocoupe : 2016[5].

## Distinctions personnelles
- MVP du championnat islandais en 2006
- Meilleure joueuse des finales 2010[3]